# Chen Xirong
Chen Xirong (陈熙荣S, Chén XīróngP; 7 ottobre 1953) è un ex calciatore cinese, di ruolo difensore.

## Carriera

### Club
Ha giocato nella prima divisione cinese, vincendo anche due campionati, nel 1979 e nel 1983.

### Nazionale
Ha rappresentato la nazionale cinese alla Coppa d'Asia nel 1976 e nel 1980.

## Palmarès

### Club

#### Competizioni nazionali
- Campionato cinese: 2

Guangdong: 1979, 1983